# Frösach
Frösach, auch Frößach,  ist eine Streusiedlung in der Gemeinde Prägraten am Großvenediger. Frösach wird zur Fraktion Bichl gezählt und wurde 1991 von vier Personen bewohnt.

## Geographie
Frösach liegt rechtsseitig des Zopsenbaches in einer Höhe von rund 1470 Metern westlich von Bichl und nordöstlich von Hinterbichl. Die Streusiedlung besteht aus den Höfen Oberfrößler und Unterfrößler, wobei die einander gegenüberliegenden Höfe durch eine Straße mit Bichl verbunden sind.

## Geschichte
Frösach wird erst spät in den Ortsverzeichnissen der Statistik Austria ausgewiesen. 1951 wohnten in der Streusiedlung, die zu dieser
Zeit noch zur Fraktion Sankt Andrä gezählt wurde, acht Menschen in zwei Häusern. 1961 sind für Frösach, das nun bereits zu Bichl gezählt wurde 15 Menschen in zwei Häusern ausgewiesen, im Jahr 1971 wies der Ort ebenfalls 15 Einwohner auf. Bis 1991 sank die Einwohnerzahl auf vier Personen, wobei für dieses Jahr drei Gebäude verzeichnet sind, von denen zwei mit Wohnungen ausgestattet waren.